# Schietpartij in het Armeense parlement
De schietpartij in het Armeense parlement, in Armenië bekend als 27 oktober (Հոկտեմբերի 27, Hoktemberi k'sanyot '), was een terroristische aanval op de Armeense Nationale Vergadering in de hoofdstad Jerevan op 27 oktober 1999, door een groep van vijf gewapende mannen onder leiding van Nairi Hunanyan die, onder andere, de twee feitelijke besluitvormers in de politieke leiding van het land vermoordden: premier Vazgen Sargsyan en parlementsvoorzitter Karen Demirchyan. Hun hervormingsgezinde coalitie had een meerderheid gewonnen bij de parlementsverkiezingen in mei van dat jaar en had president Robert Kotsjarian praktisch van het politieke toneel gespeeld.
De schietpartij leidde tot aanzienlijke veranderingen in het politieke landschap van het land. Het blijft een onderwerp van talloze samenzweringstheorieën, meestal met betrekking tot president Robert Kotsjarian, wiens ambtsuitvoering daarna vaak werd bekritiseerd als autoritair. Sargsyan en Demirchyan werden postuum geëerd met de titels van nationale held van Armenië.